# المحمدوو (باشقیرستان)
المحمدوو (به لاتین: Almukhametovo) یک منطقهٔ مسکونی در روسیه است که در باشقیرستان واقع شده‌است.